# 橋本栄治 (外交官)
橋本 栄治（はしもと えいじ）は、国際協力機構（JICA）職員、日本の外交官。2011年（平成23年）9月1日から2014年（平成26年）5月27日までモザンビーク駐箚特命全権大使を務めた。

## 経歴・人物
福島県会津若松市出身。1974年（昭和49年）宇都宮大学農学部を卒業し、海外技術協力事業団に入る。国際協力事業団企画部企画課長、国際協力事業団ケニア事務所長、国際協力事業団アフリカ・中近東・欧州部長、2003年（平成15年）10月、国際協力機構理事長室長、2007年（平成19年）10月1日、国際協力機構理事（アフリカ部、社会開発部、青年海外協力隊事務局担当）を経て、2011年（平成23年）8月31日退職。同年9月1日から2014年（平成26年）5月27日までモザンビーク駐箚特命全権大使。2014年（平成26年）6月6日JICA交友クラブ副会長に就任。